# 劉琦 (正德進士)
劉琦，字廷珍、號北郭，陝西承宣布政使司延安府鄜州洛川縣（今陝西省洛川縣）人，明朝政治人物，同進士出身。

## 生平
正德九年（1514年）甲戌科進士，嘉靖初，由行人授兵科給事中，彈劾郭勛黨逆。此後因馬錄事連坐下獄，謫戍瀋陽。閱十年赦歸。

## 家族
元配景氏，生二子，長子劉采，字子中，號竹山，官四川蓬州知州，次子劉愛，號菊坞。